# 찐끼
찐끼(베트남어: Trịnh Kỷ / 鄭紀 정기, ? ~ ?)는 대월 후 레 왕조의 정치인 찐끼엠의 고조부이다. 사망 시기는 명확하지 않으나 기일은 농력(農曆) 12월 18일이고, 청화처(淸華處) 소천부(紹天府) 영복현(永福縣) 삭산향(槊山鄕, 현재 타인호아성 빈록현 永雄社 槊山村에 속함)에 안장하였다.
찐 주에서 찐끼를 태재(太宰), 예국공(睿國公)으로 추봉하였고, 이후 수인공(綏仁公)을 가봉하였으며 시호를 원장(圓長)이라고 하였다. 까인흥 43년(1782년), 찐섬이 찐끼의 묘호를 연조(淵祖)로 하였고, 봉호를 수도왕(綏道王)으로 하였다.